# Oxylapia polli
Oxylapia polli — вид окунеподібних риб родини цихлових (Cichlidae).

## Поширення
Ендемік Мадагаскару. Поширений лише у річці Носіволо (притоці річки Мангоро) у східно-центральній частині острова.

## Опис
Максимальна довжина тіла 12,8 мм.